# 垂井車站
垂井車站（日语：〔〕／〔〕 Tarui eki */?）是一由東海旅客鐵道（JR東海）所經營的鐵路車站，位於日本岐阜縣不破郡垂井町，是東海道本線沿線的車站之一，也是所在地垂井町的主車站，設有綠窗口。

## 特殊路線配置
途經垂井車站的鐵軌乍看之下似乎是很一般的上下行分離複線設計，但實際上並不是。東海道本線雖然是採全線複線配置，但途經垂井車站的卻只有上行的本線，下行本線在1944年時進行路線變更，改經過位於本站北方約3公里處的新垂井車站（已於1986年時廢站），以解決二戰期間由於大垣至關原兩站之間路線縱坡度過大，下行的蒸氣機車因為牽引力不足而必須在大垣停車加掛輔機且拖行車廂數有限的困擾。然而，考量到行經垂井的普通列車之需要，在戰後的1946年時，在與上行本線平行的原下行本線路基上重新修築了一條上下行列車共用的簡易支線，命名為「垂井線」，因此今日實際通過垂井車站的是東海道本線的上行本線與支線的垂井線，下行本線反而迂迴繞過本站直接連結前後站的大垣與關原兩站。

## 車站結構
構内北側為側式月台1面1線，南側為島式月台1面2線，合計2面3線的地面車站的跨站式站房。

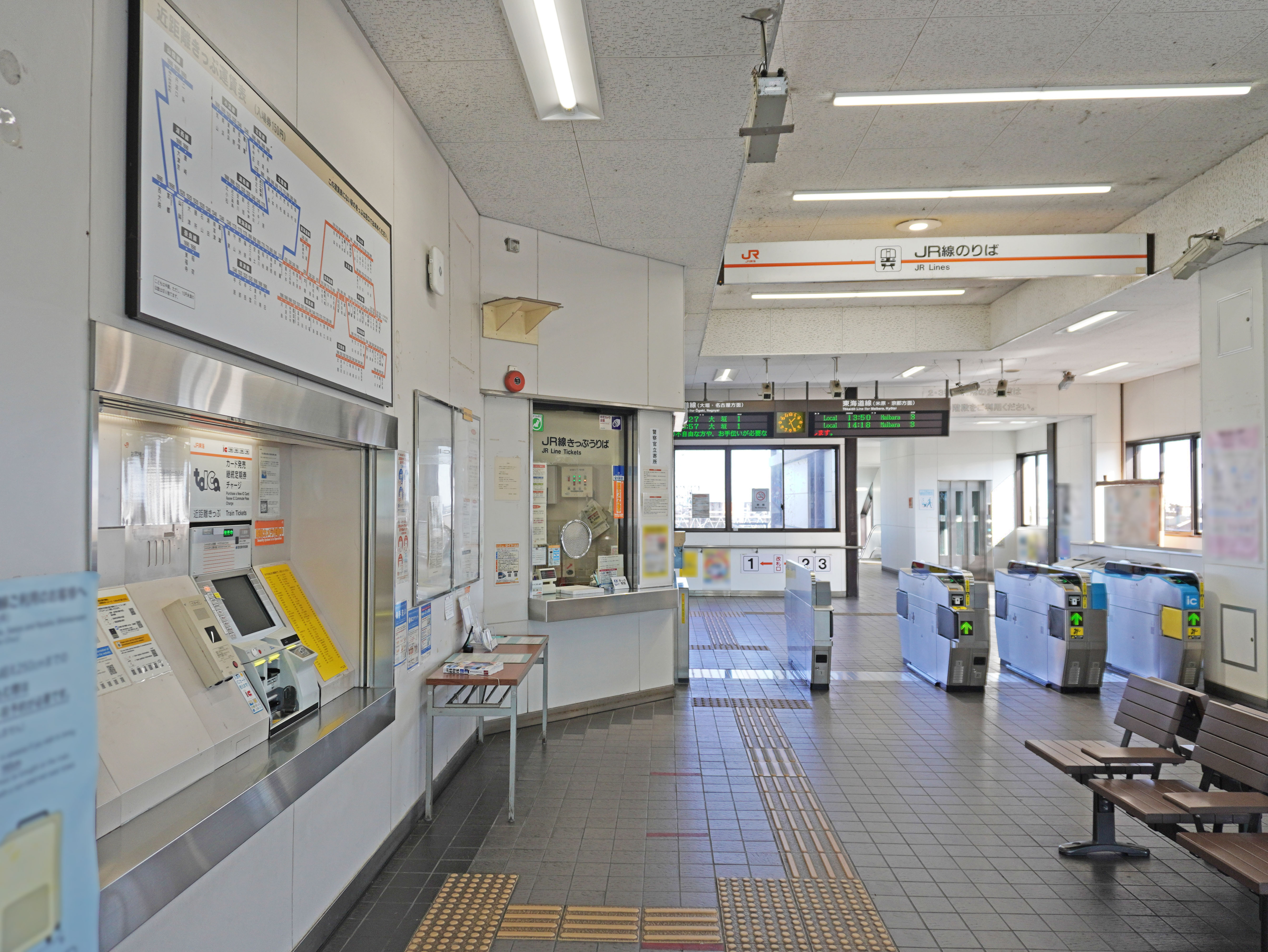
檢票口（2022年11月）
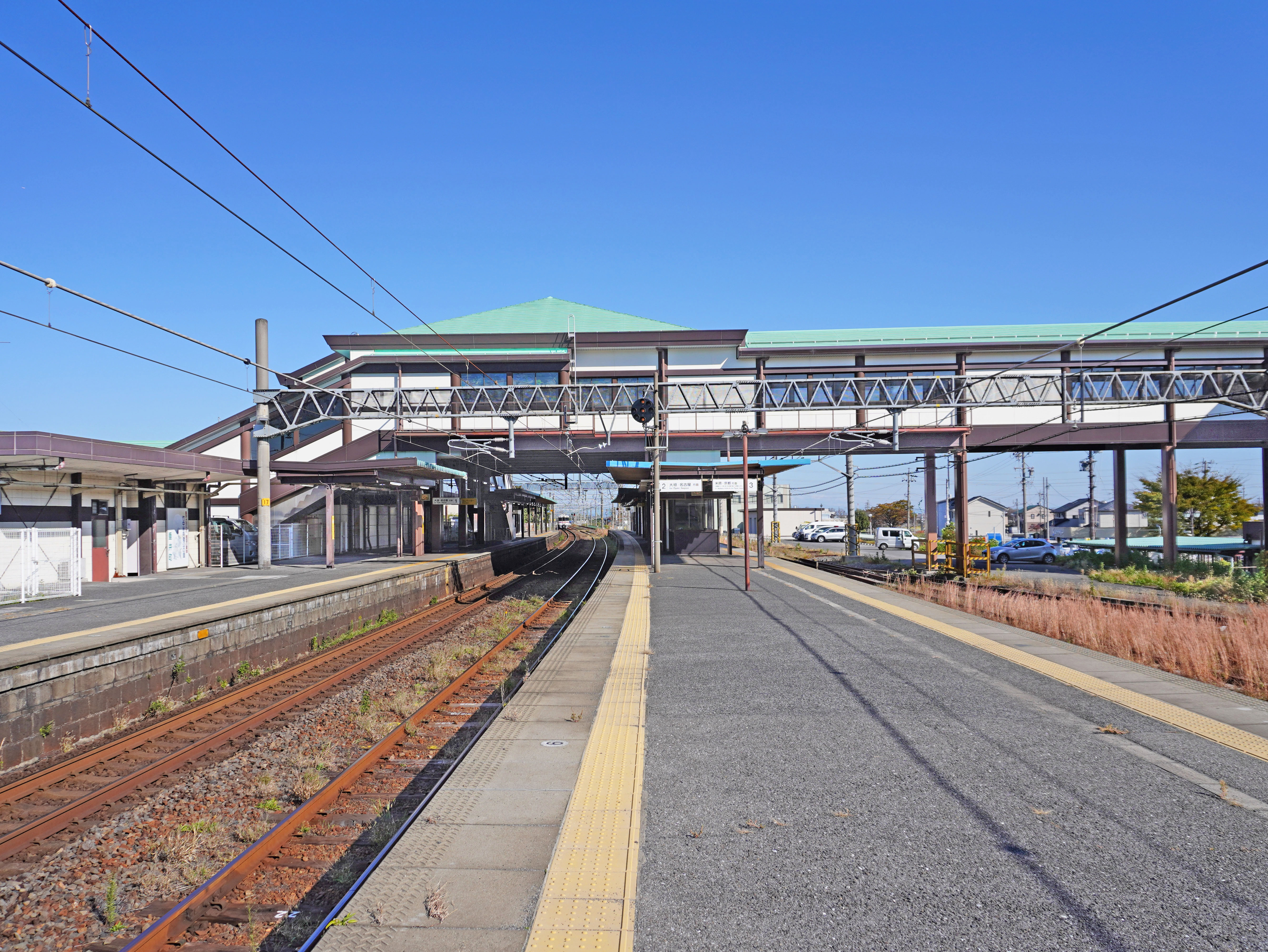
月台（2022年11月）

### 月台配置
| 月台 | 路線                      | 方向 | 目的地               | 備註           |
| ---- | ------------------------- | ---- | -------------------- | -------------- |
| 1    | 東海道本線                | 上行 | 大垣、名古屋方向     |                |
| 2    | 東海道本線                | 上行 | 關原站始發、待避列車 |                |
| 3    | 東海道本線 （途經垂井線） | 下行 | 米原、京都方向       |                |
| 3    | 東海道本線 （途經垂井線） | 上行 | 大垣、名古屋方向     | 只限關原站始發 |

### 配線圖
| ← 大垣、 名古屋方向 | 南荒尾信號場 - 關原站 構內配線略圖 | → 米原方向 |
|                     | ↓ 美濃赤坂站                       |            |
| 图例 参考文献：     |                                    |            |

## 使用情況
「垂井町史」、「岐阜縣統計書」、「垂井町勢要覽」，各年度1日平均上車人次如下表。大垣站 - 米原站的中途站當中使用人數最多。

### 各年度1日平均上車人次（1884年 - 1911年）
| 年度               | 1日平均 上車人次 |
| ------------------ | ---------------- |
| 1884年（明治17年） | 24               |
| 1885年（明治18年） | 14               |
| 1886年（明治19年） | 11               |
| 1887年（明治20年） | 25               |
| 1888年（明治21年） | 47               |
| 1889年（明治22年） | 54               |
| 1890年（明治23年） | 62               |
| 1891年（明治24年） | 65               |
| 1902年（明治35年） | 151              |
| 1903年（明治36年） | 140              |
| 1904年（明治37年） | 107              |
| 1905年（明治38年） | 121              |
| 1906年（明治39年） | 129              |
| 1907年（明治40年） | 154              |
| 1908年（明治41年） | 161              |
| 1909年（明治42年） | 167              |
| 1910年（明治43年） | 175              |
| 1911年（明治44年） | 207              |

### 各年度1日平均上車人次（1912年 - 1925年）
| 年度               | 1日平均 上車人次 |
| ------------------ | ---------------- |
| 1912年（大正元年） | 249              |
| 1913年（大正2年）  | 265              |
| 1914年（大正3年）  | 298              |
| 1915年（大正4年）  | 260              |
| 1916年（大正5年）  | 263              |
| 1917年（大正6年）  | 294              |
| 1918年（大正7年）  | 366              |
| 1919年（大正8年）  | 394              |
| 1920年（大正9年）  | 434              |
| 1921年（大正10年） | 455              |
| 1922年（大正11年） | 453              |
| 1923年（大正12年） | 525              |
| 1924年（大正13年） | 538              |
| 1925年（大正14年） | 614              |

### 各年度1日平均上車人次（1926年 - 1988年）
| 年度               | 1日平均 上車人次 |
| ------------------ | ---------------- |
| 1926年（昭和元年） | 610              |
| 1927年（昭和2年）  | 634              |
| 1928年（昭和3年）  | 658              |
| 1929年（昭和4年）  | 659              |
| 1930年（昭和5年）  | 645              |
| 1931年（昭和6年）  | 589              |
| 1932年（昭和7年）  | 574              |
| 1933年（昭和8年）  | 583              |
| 1934年（昭和9年）  | 636              |
| 1935年（昭和10年） | 689              |
| 1936年（昭和11年） | 733              |
| 1937年（昭和12年） | 902              |
| 1938年（昭和13年） | 918              |
| 1939年（昭和14年） | 1,045            |
| 1940年（昭和15年） | 1,148            |
| 1941年（昭和16年） | 1,406            |
| 1942年（昭和17年） | 1,462            |
| 1943年（昭和18年） | 1,951            |
| 1944年（昭和19年） | 1,662            |
| 1945年（昭和20年） | 1,496            |
| 1946年（昭和21年） | 1,280            |
| 1947年（昭和22年） | 1,892            |
| 1955年（昭和30年） | 2,246            |
| 1956年（昭和31年） | 2,460            |
| 1957年（昭和32年） | 2,652            |
| 1960年（昭和35年） | 3,182            |
| 1961年（昭和36年） | 3,222            |
| 1962年（昭和37年） | 3,442            |
| 1965年（昭和40年） | 4,099            |
| 1970年（昭和45年） | 3,402            |
| 1975年（昭和50年） | 3,348            |
| 1980年（昭和55年） | 3,224            |
| 1984年（昭和59年） | 2,927            |
| 1988年（昭和63年） | 2,862            |

### 各年度1日平均上車人次（1989年 - 2018年）
| 年度               | 1日平均 上車人次 |
| ------------------ | ---------------- |
| 1989年（平成元年） | 2,880            |
| 1990年（平成2年）  | 2,951            |
| 1991年（平成3年）  | 3,125            |
| 1998年（平成10年） | 2,949            |
| 1999年（平成11年） | 2,930            |
| 2000年（平成12年） | 2,889            |
| 2001年（平成13年） | 2,784            |
| 2002年（平成14年） | 2,715            |
| 2003年（平成15年） | 2,704            |
| 2004年（平成16年） | 2,710            |
| 2005年（平成17年） | 2,677            |
| 2006年（平成18年） | 2,800            |
| 2007年（平成19年） | 2,621            |
| 2008年（平成20年） | 2,763            |
| 2009年（平成21年） | 2,669            |
| 2010年（平成22年） | 2,682            |
| 2011年（平成23年） | 2,666            |
| 2012年（平成24年） | 2,544            |
| 2013年（平成25年） | 2,600            |
| 2014年（平成26年） | 2,520            |
| 2015年（平成27年） | 2,599            |
| 2016年（平成28年） | 2,642            |
| 2017年（平成29年） | 2,655            |
| 2018年（平成30年） | 2,621            |

## 相鄰車站
東海旅客鐵道
 東海道本線
■特別快速、■新快速、■快速、■區間快速、■普通
大垣（CA77）－（南荒尾信號場）－垂井（CA78）－關原（CA79）

### 來源
1. 1 2  駅構内の案内表記。これらはJR東海公式サイトの各駅の時刻表 （页面存档备份，存于）で参照可能（駅掲示用時刻表のPDFが使われているため。2015年1月現在）。
2. ↑  川島令三、『東海道ライン 全線・全駅・全配線 第5巻 名古屋駅 - 米原エリア』、pp.20-21, 講談社、2009年7月、ISBN 978-4062700153）

## 外部連結
- 垂井 - 東海旅客鐵道